# Bogatyr (manzana)
Bogatyr es el nombre de una variedad cultigen de manzano (Malus domestica).
Variedad obtenida cruzando las variedades Antonovka x Landsberger Reinette en el "Instituto de Investigación de Genética y Selección de Plantas de Frutas de toda Rusia" que lleva el nombre "I.V. Michurina".

## Sinónimos
- "Богатырь",
- "Heroic",
- "Héroe".

## Historia
'Bogatyr' es un grupo de cultivares de manzana que maduran a finales de otoño o principios de invierno con un fuerte sabor ácido que han sido populares en Rusia.
Bogatyr era un héroe guerrero medieval ruso, comparable con el caballero andante de Europa occidental.
'Bogatyr' se cultiva en una prueba estatal desde 1948. Está incluido en el registro estatal en 1971 para las regiones Noroeste, Central, Central de la Tierra Negra.

## Características
'Bogatyr' es un árbol alto de gran talla; Crohn redondo o cónico, extenso, raro; árbol vigoroso, precoz, y tolerante a una amplia variedad de suelos; frutos principalmente en la horquilla, a veces en el crecimiento del año pasado.
La manzana 'Bogatyr' tiene una talla bastante grande (120-200 g), de forma plana y redonda con una base ancha, ligeramente biselada al cáliz; pedúnculo corto o mediano, grueso, firmemente adherido; color de fondo de la piel cuando se quita es amarillo verdoso, amarillento durante el almacenamiento, en el lado soleado, a veces se observa un ligero bronceado carmín, y "russeting" (pardeamiento áspero superficial que presentan algunas variedades) ausente; pulpa es blanca, densa, crujiente, débilmente jugosa, de grano fino, aromática. El sabor es bueno, agridulce.
Las manzanas se cosechan a finales de septiembre; las frutas se almacenan hasta abril. La resistencia al invierno es promedio. La resistencia de las hojas a la costra es media, el fruto está por encima de la media. La productividad es estable, alta (más de 90 kg por árbol en la edad adulta). Comienza a dar frutos a los 6-7 años. Manzana de mesa.
Esta manzana es buena para compotas y encurtidos, y mantiene su forma después de hervir.

## Desventajas
Las desventajas de la variedad : resistencia promedio al invierno, falta de resistencia a la sarna del manzano , baja madurez temprana.